# Won Bin
Won Bin (kor. 원빈, ur. 10 listopada 1977 w Jeongseon, Gangwon) – południowokoreański aktor filmowy.

## Filmografia
- Guns & Talks (2001)
- Braterstwo broni (2004)
- My Brother (2004)
- Mother (2009)
- Ajeossi (2010)

Seriale
- 2000: Gaeul donghwa jako Han Tae-suk